# Острогашиця
Острогашиця (хорв. Ostrogašica) — населений пункт у Хорватії, у Шибеницько-Книнській жупанії у складі громади Унешич.

## Населення
Населення за даними перепису 2011 року становило 47 осіб.
Динаміка чисельності населення поселення:

## Клімат
Середня річна температура становить 13,40 °C, середня максимальна – 28,70 °C, а середня мінімальна – -1,32 °C. Середня річна кількість опадів – 833 мм.
| Клімат поселення                              | Клімат поселення | Клімат поселення | Клімат поселення | Клімат поселення | Клімат поселення | Клімат поселення | Клімат поселення | Клімат поселення | Клімат поселення | Клімат поселення | Клімат поселення | Клімат поселення | Клімат поселення |
| Показник                                      | Січ.             | Лют.             | Бер.             | Квіт.            | Трав.            | Черв.            | Лип.             | Серп.            | Вер.             | Жовт.            | Лист.            | Груд.            |                  |
| Середній максимум, °C                         | 9,46             | 10,37            | 13,55            | 17,15            | 22,14            | 26,01            | 28,70            | 28,34            | 23,52            | 18,66            | 13,38            | 10,28            |                  |
| Середня температура, °C                       | 4,08             | 4,98             | 8,15             | 11,76            | 16,74            | 20,61            | 23,97            | 23,61            | 18,79            | 13,92            | 8,64             | 5,54             |                  |
| Середній мінімум, °C                          | −1,32            | −0,43            | 2,76             | 6,36             | 11,35            | 15,21            | 19,26            | 18,89            | 14,07            | 9,18             | 3,93             | 0,83             |                  |
| Норма опадів, мм                              | 71               | 63               | 68               | 74               | 59               | 58               | 36               | 49               | 76               | 88               | 104              | 87               |                  |
| Середньомісячна швидкість вітру, м/с          | 2.19             | 2.40             | 2.60             | 2.53             | 2.26             | 2.01             | 2.03             | 1.88             | 2.02             | 2.08             | 2.46             | 2.42             |                  |
| Середньомісячна сонячна радіація, кДж/м²·день | 5383             | 8139             | 11780            | 16291            | 20269            | 22787            | 24353            | 21414            | 16033            | 10346            | 5795             | 4580             |                  |
| --------------------------------------------- | ---------------- | ---------------- | ---------------- | ---------------- | ---------------- | ---------------- | ---------------- | ---------------- | ---------------- | ---------------- | ---------------- | ---------------- | ---------------- |
| Джерело:                                      |                  |                  |                  |                  |                  |                  |                  |                  |                  |                  |                  |                  |                  |